# Bathyaulax xystus
Bathyaulax xystus är en stekelart som beskrevs av Josef Fahringer 1931. Bathyaulax xystus ingår i släktet Bathyaulax och familjen bracksteklar. Inga underarter finns listade.